# José Carballo
José Angel Carballo Montenegro (23 aprile 1987) è un ex calciatore nicaraguense, di ruolo centrocampista.

## Carriera

### Club
Comincia a giocare nel Managua. Nel 2009 si trasferisce al Walter Ferreti, in cui milita per quattro anni. Nel 2013 viene acquistato dal Diriangén, in cui milita fino al 2015.

### Nazionale
Ha debuttato in Nazionale il 26 gennaio 2009, in Nicaragua-Belize (1-1), gara in cui ha sostituito Emilio Palacios al minuto 84. Viene convocato per la Gold Cup 2009 ma non ottiene alcuna presenza. Ha collezionato in totale, con la maglia della Nazionale, una presenza.

## Statistiche

### Cronologia presenze e reti in Nazionale
| Cronologia completa delle presenze e delle reti in nazionale ― Nicaragua | Cronologia completa delle presenze e delle reti in nazionale ― Nicaragua | Cronologia completa delle presenze e delle reti in nazionale ― Nicaragua | Cronologia completa delle presenze e delle reti in nazionale ― Nicaragua | Cronologia completa delle presenze e delle reti in nazionale ― Nicaragua | Cronologia completa delle presenze e delle reti in nazionale ― Nicaragua | Cronologia completa delle presenze e delle reti in nazionale ― Nicaragua | Cronologia completa delle presenze e delle reti in nazionale ― Nicaragua |
| Data                                                                     | Città                                                                    | In casa                                                                  | Risultato                                                                | Ospiti                                                                   | Competizione                                                             | Reti                                                                     | Note                                                                     |
| ------------------------------------------------------------------------ | ------------------------------------------------------------------------ | ------------------------------------------------------------------------ | ------------------------------------------------------------------------ | ------------------------------------------------------------------------ | ------------------------------------------------------------------------ | ------------------------------------------------------------------------ | ------------------------------------------------------------------------ |
| 26-1-2009                                                                | Tegucigalpa                                                              | Nicaragua                                                                | 1 – 1                                                                    | Belize                                                                   | Qual. Gold Cup 2009                                                      | -                                                                        | 84’                                                                      |
| Totale                                                                   |                                                                          | Presenze                                                                 | 1                                                                        |                                                                          | Reti                                                                     | 0                                                                        |                                                                          |